# Milan Kovačević
Milan Kovačević (ur. 10 lutego 1941 w Božići, zm. 1 sierpnia 1998 w Hadze) – bośniacki Serb, polityk działający w Prijedorze, oskarżany o zbrodnie przeciwko ludzkości w trakcie wojny w Bośni i Hercegowinie, z zawodu lekarz-anestezjolog.

## Wcześniejsze życie
Milan Kovačević urodził się w bośniackiej wiosce Božići, na terenie faszystowskiego obozu koncentracyjnego.
Pracował jako lekarz-anestezjolog i dyrektor szpitala w Prijedorze. Studia medyczne odbył w Belgradzie. Był żonaty z Ljubicą.

## Działalność w trakcie wojny w Bośni i Hercegowinie
Od 29 kwietnia do 31 grudnia 1992, w trakcie wojny w Bośni i Hercegowinie, Kovačević był członkiem sztabu kryzysowego miasta Prijedor w Republice Serbskiej. Był także przewodniczącym rady wykonawczej rady miejskiej. Na początku wiosny 1992 roku zarządził wysiedlenie z okolicy ludności boszniackiej i chorwackiej. Jako przewodniczący osobiście kierował wykonaniem tego planu.
Ludność nie-serbską przesiedlano do wiosek, które następnie były atakowane przez oddziały Jugosłowiańskiej Armii Ludowej, oddziały policyjne, wojska obrony terytorialnej z Prijedoru i serbskie oddziały paramilitarne działające pod auspicjami Serbskiej Partii Demokratycznej. Zarządzeniem sztabu kryzysowego utworzono obozy koncentracyjne Omarska, Keraterm i Trnopolje, gdzie kierowano ludzi, którzy dostali się w serbską niewolę, ale nie zostali natychmiast zamordowani. Warunki tam panujące określa się jako nieludzkie.
W sierpniu 1992 Kovačević, w odpowiedzi na prośbę grupy zagranicznych dziennikarzy o umożliwienie wizyty w obozie Omarska, stwierdził, że mogą oni odwiedzić Omarską, ale „nie znajdą tam obozów koncentracyjnych, ale ośrodki tranzytowe”, a to, czego są świadkami, to „wielki moment w historii narodu serbskiego”. W 1995 roku w Radiu Prijedor powiedział: „Nie boję się żadnej z tych 21 cel w Hadze”.

## Oskarżenie i proces
W związku ze swoimi czynami Kovačević został oskarżony o łamiące konwencje genewskie z 12 sierpnia 1949 roku zbrodnie przeciwko ludzkości: ludobójstwo i współudział w ludobójstwie, morderstwa, prześladowanie, tortury, tortury ze szczególnym okrucieństwem, umyślne powodowanie wielkiego cierpienia, deportacje, niszczenie miejscowości i przywłaszczanie majątku. Wykazano, że miał świadomość opisanych wydarzeń i nie podjął żadnych kroków, żeby im zapobiec. W trakcie niszczycielskiej działalności sztabu kryzysowego obrócono w ruinę wiele boszniackich i chorwackich miejscowości, a w miastach Prijedor i Kozarac zburzono wszystkie meczety.
Akt oskarżenia wobec Kovačevicia sformułowano 13 marca 1997. 10 lipca tego samego roku został ujęty w szpitalu w Prijedorze przez żołnierzy brytyjskich działających w ramach sił SFOR i przekazany do dyspozycji Międzynarodowego Trybunału Karnego dla byłej Jugosławii w Hadze. Tego samego dnia w Prijedorze w trakcie analogicznej próby zatrzymania zginął oskarżany o zbrodnie wojenne Simo Drljača. 
Proces Kovačevicia rozpoczął się 6 lipca 1998. Groziła mu kara dożywotniego pozbawienia wolności. Jego obrońcą był serbski adwokat z Chicago Dušan Vučićević. W trakcie procesu Kovačević chorował na depresję i miał myśli samobójcze. Przeszedł także zawały serca. 1 sierpnia tego samego roku Kovačević zmarł, w związku z czym 24 sierpnia postępowanie karne zostało umorzone.
Kovačević był pierwszym Europejczykiem, który stanął przed międzynarodowym trybunałem oskarżony o zbrodnię ludobójstwa.